# Alexandru Zotincă
Alexandru « Alex » Zotincă (né le 22 janvier 1977 à Sibiu) est un footballeur roumain qui évoluait au poste de défenseur.

## Palmarès
Steaua Bucarest
- Vainqueur de la Coupe de Roumanie en 1999

 Kansas City Wizards
- Vainqueur de l'US Open Cup en 2004
- Finaliste de la Coupe de la MLS en 2004